# Like Black
《Like Black》是香港樂隊Mr.的新曲+混音專輯，當中混音七首樂曲，碟內還收錄了Coca-Cola Zero廣告新曲黑色狂迷、最重要和如果我是陳奕迅（國語版）。

## 曲目
- CD
  - 黑色狂迷（Coca-Cola zero 主題曲）
  - 感動（Electronicy）
  - Everyone（Cyber Clash）
  - 搖擺（Rock Hed Mix）
  - 尋找一千遍（Crystal Burn Remix）
  - 想太多（Tonal Groove Remix）
  - 如果我是陳奕迅（Creeping Death Mix）
  - 等不了（Gosh Tripper Remix）
  - 最重要
  - 如果我是陳奕迅（國）

- DVD
  - 黑色狂迷 MV（Coca-Cola zero 主題曲）
  - 最重要 MV
  - 如果我是陳奕迅 MV
  - 森林 MV
  - 搖擺 MV
  - 想太多 MV
  - Everyone MV
  - 如果我是陳奕迅（國） MV
  - Like Black ~ Making of...